# Lukovë
Lukovë, Lukova – niewielka miejscowość w południowej części Albanii, w okręgu Sarandë, w obwodzie Wlora.

## Demografia
W 2011 zaludnienie wynosiło 2916 mieszkańców. Dwanaście lat później (2023) liczba mieszkańców spadła do 2578 osób.